# Shihori Ōi
Shihori Ōi (jap. 大井 栞, Ōi Shihori; * 29. Juni 1999 in Sapporo) ist eine ehemalige japanische Skispringerin.

## Werdegang
Shihori Ōi gab ihr internationales Debüt beim FIS Cup im Sommer des Jahres 2014. Bei ihrem ersten Auftritt am 12. und 13. Juli ersprang sie in Villach einen elften und einen neunten Rang und war damit beste Japanerin. In der Weltcup-Saison 2014/15 war sie sowohl in Sapporo als auch in Yamagata in der nationalen Gruppe. Bei beiden Wettkämpfen war sie im ersten Durchgang. Dadurch gab sie am 10. Januar 2015 in Sapporo ihr Debüt im Weltcup. Dabei belegte sie den 31. Platz. Eine Woche später landete sie in Yamagata auf dem 44. Platz. Damit konnte sie in der Saison 2014/15 keine Weltcuppunkte holen. Nach ihren Einsätzen im Weltcup folgte der Start bei den Nordischen Junioren-Skiweltmeisterschaften in Almaty. Im Einzel von der Normalschanze belegte sie den 19. Rang. Im Mannschaftswettbewerb, der ebenfalls von der Normalschanze ausgetragen wurde, sprang sie mit Nozomi Maruyama, Yurina Yamada und Yūka Setō auf den Bronzerang hinter den Mannschaften aus Deutschland und Russland.
Im Sommer 2015 gab sie in Oslo ihr Debüt im Continental-Cup. Mit den Plätzen 20 und 23 konnte sie dabei auch ihre ersten Punkte holen. In der Weltcup-Saison 2015/16 war sie erneut jeweils in Sapporo und Yamagata in der nationalen Gruppe. Sie verpasste allerdings bei beiden Starts die Qualifikation für den Wettkampf. Dadurch konnte sie 2015/16 wiederholt keine Weltcuppunkte holen. Im Anschluss an die Weltcup-Springen in Japan nahm sie an den Olympischen Jugend-Winterspielen 2016 in Lillehammer teil. Dabei belegte sie im Einzel den elften Platz, im Mixed-Teamwettbewerb (Skispringen/Nordische Kombination) den achten Platz und im Nordic-Mixed-Teamwettbewerb (Skispringen/Nordische Kombination/Langlauf) den siebten Platz. Außerdem war sie für den Einzelwettbewerb der Nordischen Junioren-Skiweltmeisterschaften 2016 in Râșnov gemeldet, wobei sie allerdings nicht an den Start ging.
Nach eher durchwachsenen Ergebnissen im FIS Cup sowie nur einem 20. Platz beim Sommer-Continental-Cup in Lillehammer, bekam Ōi im Januar 2017 im Rahmen der nationalen Gruppe einen Startplatz in der Qualifikation zum Skisprung-Weltcup. Als 28. schaffte sie es in den Wettbewerb, wo sie jedoch in Durchgang eins ausschied. Für das zweite Springen konnte sie sich einen Tag später nicht qualifizieren. Im März ging Ōi noch einmal bei zwei FIS-Springen in Sapporo. In der Saison 2017/18 gehörte Ōi erneut zur nationalen Gruppe in Sapporo, verpasste aber dort, wie auch in Zaō den Wettbewerb. Bei den folgenden Nordischen Junioren-Skiweltmeisterschaften 2018 in Kandersteg blieb sie als 35. im Einzelspringen deutlich hinter den Erwartungen zurück. Mit der Mannschaft erreichte sie einen sechsten sowie einen siebenten Platz.
In der Saison 2018/19 nahm Ōi im heimischen Sapporo erneut Weltcup-Springen teil, schaffte aber wie eine Woche später in Zaō zwar die Qualifikation jedoch nicht den Sprung in den zweiten Durchgang. Bei den Nordischen Junioren-Skiweltmeisterschaften 2019 in Lahti belegte sie im Einzelspringen von der Salpausselkä-Normalschanze den siebten Platz. Gemeinsam mit Rio Setō, Ren Mikase und Ayaka Igarashi verpasste sie als Vierte im Teamspringen nur knapp die Medaillenränge. Beim Mixed-Team wurde sie erneut Siebte. Im März kehrte Ōi in den Nationalkader zurück und schaffte vom Holmenkollbakken in Oslo mit lediglich 89,0 Metern den Sprung in den zweiten Durchgang, an dessen Ende sie den 28. Platz belegte, womit sie die ersten Weltcuppunkte ihrer Karriere holte. Bei der folgenden Austragung des Raw Air erreichte sie zwar in keinem Springen die Punkteränge, wurde am Ende jedoch 37. der Gesamtwertung.
Im Sommer 2019 bestritt sie die Continental-Cup-Springen in Szczyrk und kam als 22. und 19. beide Male in die Punkte. Auch bei ihrem einzigen Grand-Prix-Springen, das die Japanerin kurz darauf in Frenštát pod Radhoštěm absolvierte, konnte sie als 25. punkten. Anfang 2020 nahm Ōi letztmals am Weltcup teil, im März 2021 war sie noch zweimal bei Springen auf nationaler Ebene zu sehen.

## Statistik

### Weltcup-Platzierungen
| Saison  | Platz | Punkte |
| ------- | ----- | ------ |
| 2018/19 | 54.   | 03     |

### Grand-Prix-Platzierungen
| Saison | Platz | Punkte |
| ------ | ----- | ------ |
| 2019   | 40.   | 06     |

### Continental-Cup-Platzierungen
| Saison  | Platz | Punkte |
| ------- | ----- | ------ |
| 2015/16 | 47.   | 19     |
| 2016/17 | 53.   | 11     |
| 2018/19 | 60.   | 18     |
| 2019/20 | 83.   | 21     |